# Atlantic (azienda)
La Atlantic Giocattoli S.p.A., più semplicemente nota come Atlantic, è stata un'azienda produttrice di giocattoli con sede legale a Milano e sede operativa a Treviglio.

## Storia
Fondata nel febbraio 1966 a Milano da Ercole Sandro Compagnoni e Piero Guerra, nel 1971 arrivò a fama nazionale producendo soldatini in plastica, nelle scale 1/32 e H0: la serie Soldati d'Italia e la serie Grandi rivoluzioni. Seguiranno una serie western, una sulla seconda guerra mondiale e una sui popoli antichi: egizi, greci e troiani, romani. Dal 1978 saranno prodotti soggetti fantascientifici in diverse scale, sia di fantasia (come i personaggi della Galaxy Serie) che ispirati ai maggiori cartoni animati giapponesi del periodo (Capitan Harlock e UFO Robot Goldrake).
Ai soldatini si affiancano mezzi militari prodotti in varie scale (alcuni funzionanti a motore), armi pesanti (alcune sparanti a molla), scenari di gioco e altri accessori (perfino il Colosseo in plastica rigida e 196 pezzi, uscito sul finire del 1978). Da ricordare la serie in scala extra small di navi e aerei.
Altri prodotti, sempre in plastica, sono stati un supermercato dedicato alle bambine, con riproduzioni in miniatura di merci varie, e alcuni giochi da tavolo sportivi. Tra questi soprattutto il calcistico Giocagoal, risposta tutta italiana al più lussuoso Subbuteo, e il più raro Superbasket. Nell'ultimo periodo di vita dell'azienda sono stati messi in commercio anche giochi da tavolo che usavano i soldatini Atlantic come pedine.
Grazie a un'efficace campagna pubblicitaria condotta principalmente su fumetti e riviste per ragazzi, i soldatini Atlantic, oltre che in italia, si affermano anche in Europa e nel Nord America, tanto da prevedere confezioni multilingue. Il successo però non dura a lungo. Alla fine degli anni Settanta, l'avvento degli home video games e dei cartoni animati giapponesi rivoluziona il mondo dell'entertainment e sempre più ragazzi preferiscono passare la maggior parte del tempo libero davanti alla televisione, tralasciando giochi e passatempi tradizionali. La produzione di soldatini viene sospesa nella primavera/estate del 1978, pur continuando l'Atlantic a commercializzare gli stessi fino al 1984 in diverse e più modeste tipologie di confezionamento.
L'azienda ha cessato l'attività a metà degli anni Ottanta. I suoi soldatini, però, sono rimasti nel cuore di un'intera generazione di italiani e di molti collezionisti stranieri. Grazie anche all'uscita del wargame tridimensionale Atlantic Wars di Roberto Gigli (collana I giochi del 2000, Qualitygame, Roma 1995), l'interesse nei loro confronti si è ravvivato: ciò ha portato nel 1998 alla produzione di alcuni soggetti, tramite gli stampi originali, da parte della Nexus Editrice, successivamente detentrice del marchio. I colori della plastica sono stati cambiati rispetto a quelli utilizzati all'epoca per evitare confusioni tra vecchie e nuove produzioni, evitando così dolose speculazioni nei confronti dei collezionisti. La Nexus, dopo aver ristampato con successo una ventina di set in scala HO sfruttando tutti gli stampi disponibili, ha cessato le uscite.
Nel febbraio 1998 soldatini egizi vengono allegati alle riviste Kaos e GiocAreA, mentre più avanti nell'anno appaiono scatoline distribuite nei negozi di giochi e modellismo. Un articolo su GiocAreA racconta la storia degli stampi, spariti in Iraq dopo la chiusura dello stabilimento, ma di cui una piccola parte è rimasta in Italia.
Ai nostri giorni, quasi tutta la produzione Atlantic è ampiamente reperibile sul mercato del collezionismo, salvo alcuni casi di estrema rarità, come ad esempio le serie dei soldatini dipinti della prima metà degli anni settanta, le ultime scatole degli "Antichi" prodotte nel 1978 e qualche mezzo militare venduto all'epoca in pochi esemplari, come ad esempio il semicingolato tedesco Krauss-Maffei o l'aereo italiano Savoia-Marchetti S.M.79.

## Prodotti (parziale)
- Soldati d'Italia e Mezzi dell'Esercito Italiano: serie in scala H0 e 1/32 riguardante corpi, armamenti e mezzi corazzati delle Forze Armate italiane dei primi anni '70. In alcuni casi i veicoli sono di fantasia.
- Le Grandi Rivoluzioni (o Serie Politica): serie storica contenente i quattro set "Hitler - Camicie Brune-SS", "La Marcia su Roma - Mussolini-Camicie Nere", "Lenin-Stalin - Rivoluzione Russa", "Mao - La Rivoluzione Cinese".
- Eserciti della Seconda Guerra Mondiale: serie dedicata alle armate, ai corpi e ai veicoli militari del secondo conflitto mondiale. Anche qui sussistono incoerenze e invenzioni.
- Plastici, Superplastici, Diorami, Fortificazioni: basi di gioco in plastica termo-sagomata, di varie dimensioni, inerenti varie epoche storiche.
- Mezzi aerei: serie in scala 1/100 composta da mezzi aerei militari di varie epoche. Fa eccezione l'elicottero Boeing Vertol, in scala 1\72 circa.
- Mezzi navali: serie in scala ridotta (1/700 circa) di famose unità navali.
- Storia del West: serie in scala H0 e 1/32 concernente personaggi, vicende, elementi caratteristici e luoghi legati all'epopea western americana. Si compone di tre filoni principali (gli Eroi, le Leggende e gli Indiani del West) e di una sotto-serie intitolata "Mezzi del West" in cui spiccano, tra gli altri, i kit di montaggio "Abilene" (la tipica città del West) e il Carro dei pionieri. Molto belli sono i set degli accampamenti indiani (Sioux e Apache) e del campo dell'esercito statunitense (U.S. Camp).
- Antichi (Il Mondo Antico): serie molto articolata di soldatini, accessori e kit di montaggio (tra cui menzioniamo la Sfinge egizia, Il Palazzo del Faraone, le Navi da guerra greche, il Colosseo, le Torri d'assedio romane) riguardanti i periodi storici di Egiziani, Greci e Romani. Include anche alcuni soggetti mitologici.
- Galaxy Serie: serie fantascientifica che comprende i personaggi originali di Sky-Man, Zephton, Humbot, Dynatlon, Sky-Girl, Hypnos e Sloggy.
- Cartoni animati: serie in scala 1\72 circa ispirata ai cartoni animati giapponesi Atlas UFO Robot e Capitan Harlock, in voga a fine anni settanta.
- Giocagoal: gioco da tavolo a tema calcistico simile al più celebre Subbuteo.
- Superbasket: gioco da tavolo a tema sportivo, basato sul gioco del basket.

## Influenze nella cultura
- Nel film Le farò da padre, l'attore Gigi Proietti ha, nel suo studio, il plastico di un villaggio turistico, su cui fa "volare" l'elicotterino Atlantic degli Aviatori d'Italia, di colore azzurro. Il film è del 1974, nel momento di massima ascesa dell'azienda.
- L'Enciclopedia Rizzoli per i Ragazzi del 1977, nel volume IX alla voce "Modellismo" (pagg. 92-93) riporta delle foto che ritraggono alcuni ragazzi intenti a costruire un plastico e a posizionarvi sopra soldatini e mezzi corazzati prodotti dall'Atlantic di Treviglio.